# Ciornîi Lis, Luțk
Ciornîi Lis (în ucraineană Чорний Ліс) este un sat în comuna Voiutîn din raionul Luțk, regiunea Volînia, Ucraina.

## Demografie
Componența lingvistică a localității Ciornîi Lis
     Ucraineană (88,24%)
     Rusă (11,76%)
Conform recensământului din 2001, majoritatea populației localității Ciornîi Lis era vorbitoare de ucraineană (88,24%), existând în minoritate și vorbitori de rusă (11,76%).